# Mikroregion Pará de Minas

Mikroregion Pará de Minas

Mikroregion Pará de Minas – mikroregion w brazylijskim stanie Minas Gerais należący do mezoregionu Metropolitana de Belo Horizonte.

## Gminy
- Florestal
- Onça de Pitangui
- Pará de Minas
- Pitangui
- São José da Varginha